# يانا (ممثلة)
يانا (بالإنجليزية: Yana)‏ هي مغنية وممثلة بريطانية، ولدت في 16 فبراير 1932 في رومفورد في المملكة المتحدة، وتوفيت في 21 نوفمبر 1989 في لندن في المملكة المتحدة بسبب سرطان.

## وصلات خارجية
- يانا (ممثلة) على موقع IMDb (الإنجليزية)
- يانا (ممثلة) على موقع قاعدة بيانات الفيلم (الإنجليزية)